# Las cuatro partes del mundo (Juan Correa)
Las cuatro partes del mundo es un biombo atribuido a Juan Correa. En el reverso la pintura tiene como tema el encuentro de Hernán Cortés con Moctezuma.
Juan Correa, junto con Cristóbal de Villalpando, es uno de los personajes más importantes del barroco mexicano del siglo XVII. Nació en la Ciudad de México en 1646. Fue hijo natural del cirujano Juan de Correa y de Pascuala Santoyo. Murió en 1716.
Juan Correa realizó examen para maestro y fueron sus jurados Cristóbal de Villalpando, Juan Sánchez Salmerón y Joseph de Rojas. Llegó a ser veedor de su gremio. Creó escuela a través de un taller que produjo diversas obras pictóricas por encargo de particulares o de autoridades civiles y eclesiásticas.
Otra versión del mismo tema y con el mismo formato de biombo, Los cuatro continentes es una obra (según algunos autores de atribución apócrifa) del pintor mexicano Juan Correa que pertenece al Museo Foro Valparaíso, en la Ciudad de México. En ella se nota una fuerte influencia procedente de Guillaume de Gheyn. Su estilo se enmarca en el barroco mexicano. La temática es profana. Lo representado no deja lugar a dudas: la escena ilustra lo que el mismo título de la obra afirma. Su valor reside en las particularidades de la composición.
Así como el de Valparaíso, el de Museo Soumaya es uno de los biombos que conocemos con el tema de alegorías continentales. Gustavo Curiel, en un estudio sobre documentos notariales de los siglos XVII y XVIII, da cuenta de algunos biombos más descritos bajo el título de Las cuatro partes del mundo.
Al tema habría que mirarlo a partir de las inquietudes científicas, filosóficas, culturales y políticas que surgieron desde el descubrimiento del Nuevo continente y su integración al mundo. Como programa iconográfico, la representación de los mundos hasta entonces conocidos aparece con más insistencia en el arte de la Contrarreforma como medio para propagar la idea de la Iglesia católica como doctrina universal, ya que sabemos que la universalidad de la religión es un asunto importante en la época. 
En general los diccionarios de iconografía establecen la definición de los continentes describiendo cada uno de los territorios por separado. Algunos más, agregan al "mundo" de manera alegórica y otros incluyen dentro del campo de las definiciones el término Tierra.

## Contexto de la obra
En aquella época, la idea de originalidad no fundamentaba la razón de la obra: aprendiz y maestro colaboraban en los talleres. El resultado eran altibajos en las formas de la pieza: la anatomía podía lucir desproporcionada o inconsistente, algo semejante sucedía con la figura de los animales; sin embargo, esto quedó como una característica de la pictórica del siglo. Era muy usado el simbolismo en el lenguaje y muy estetizado. Son abundantes las representaciones del tema de los continentes.

## El estilo de Correa
Se sabe que en la plástica novohispana era frecuente la temática de frutas, flores, países y paisajes; Correa particularizó sus trazos al curvearlos. Como resultado, los cuerpos redondeados abundan en su obra. Los rostros que crea tienen líneas firmes: rectitud en la nariz, óvalos bien hechos, semblantes sutiles.

## Características de la obra
Las cuatro partes del mundo tiene estrecha relación con la estética de Gehyn, quien a su vez elaboró una pieza de referencia continental basándose en la obra de Charles Le Brun. No obstante, solo la estampa de América corresponde al estilo de Gehyn, el resto pertenecen a Cotol y L'Anrant. Se distingue de aquel por sus amplias nubes, aspecto que Correa retoma interponiendo aves en vuelo frente a ellas. Utiliza también el elemento de las parejas como representantes de cada continente; resalta que la perteneciente a América no vaya con las manos agarradas, como el resto de las parejas. Entre sus elementos paisajísticos predominan los árboles, lo cual reafirma su técnica de trazo curveado. Se estima el valor artístico de la forma ecuestre lograda en esta pieza. La significación que ésta posee debe leerse desde las curiosidades científicas (culturales, filosóficas y políticas) lo cual procede del descubrimiento e inserción del Nuevo Mundo. El mismo biombo es una síntesis bíblica (en el sentido de Libro) del mundo y la visión que de éste se tenía; diez ventanas a la época y a su pensamiento.

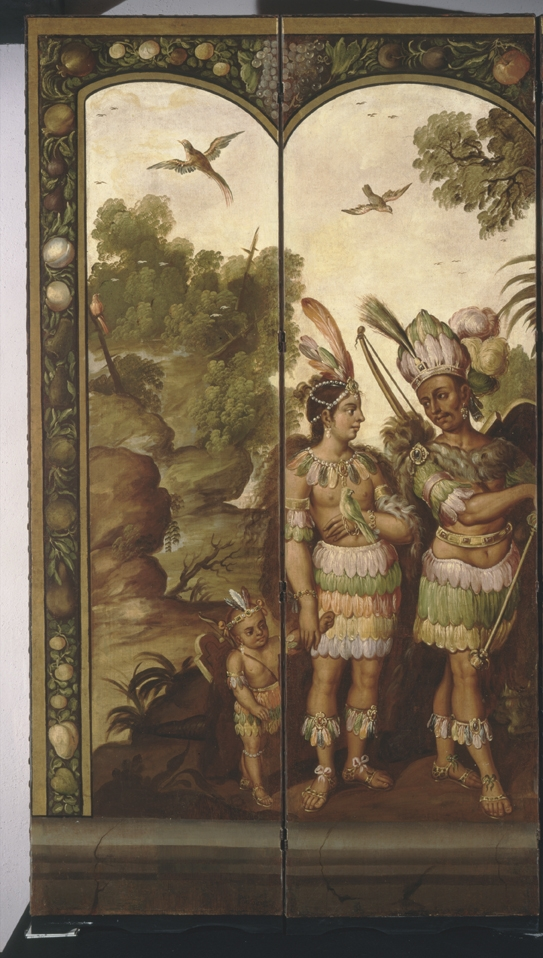
Retablos 1 y 2
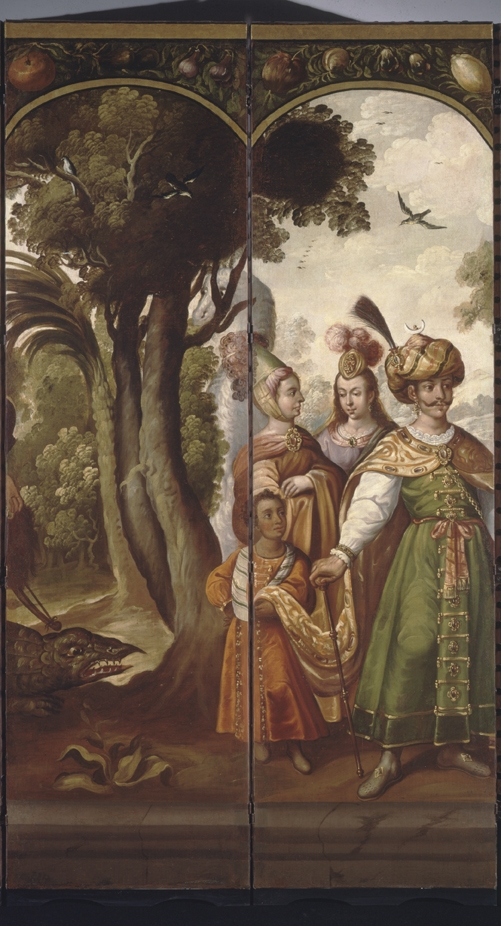
Retablos 3 y 4
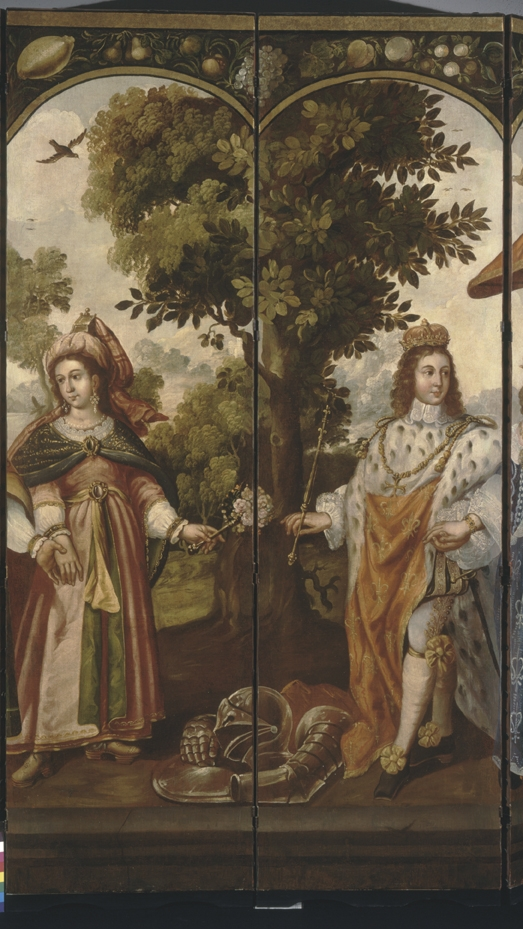
Retablos 5 y 6
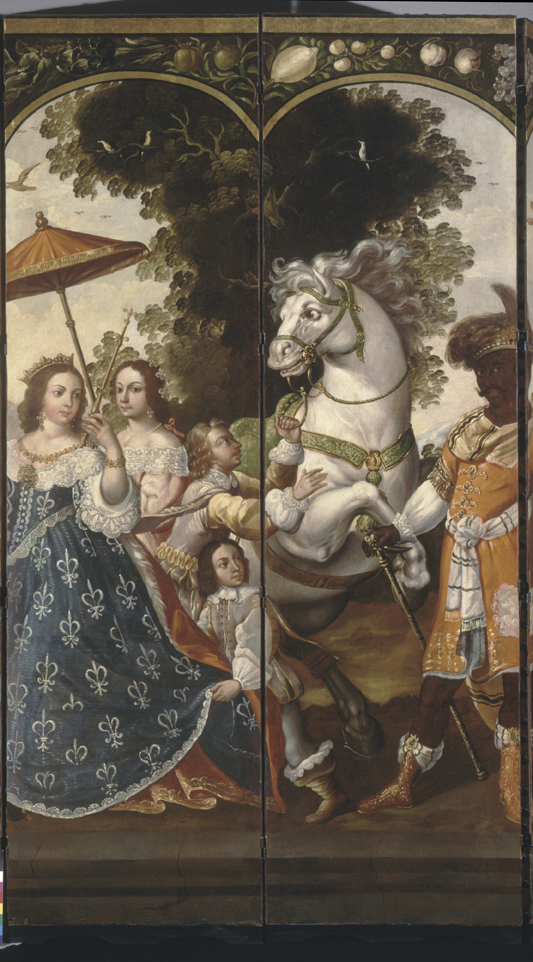
Retablos 7 y 8
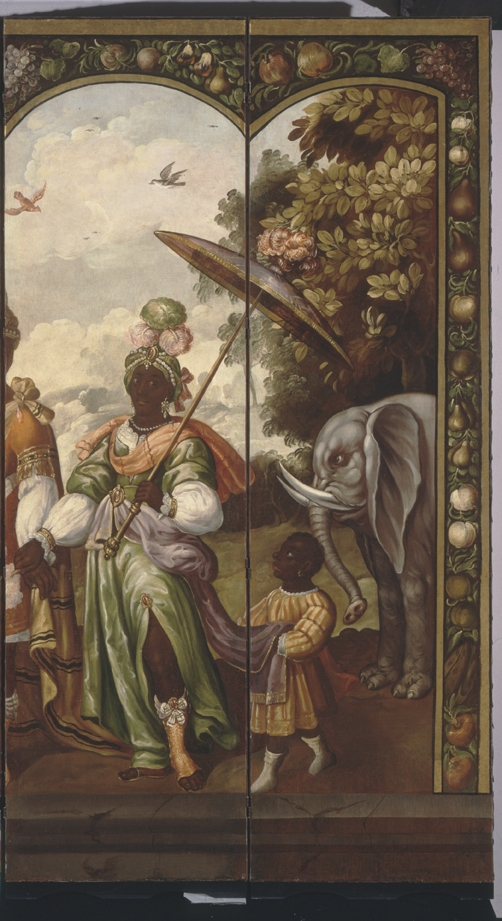
Retablos 9 y 10